# ينغي أرخ (شاهين دج)
ينغي أرخ هي قرية في مقاطعة شاهين دج، إيران. عدد سكان هذه القرية هو 376 في سنة 2006.